# ID@Xbox
ID@Xbox (Independent Developers @ Xbox) est un programme de Microsoft lancé en 2014 pour permettre aux développeurs de jeux vidéo d'éditer en propre leurs productions sur Windows et Xbox One.
Le 26 octobre 2017, Microsoft annonce que le programme a rapporté plus de 500 millions de dollars.

## Studios participants
Ci-après, une liste de quelques studios ayant participé au programme.
- The Behemoth
- Capybara Games
- Crytek
- Double Fine
- Fatshark
- Gaijin Games
- Halfbrick Studios
- Hidden Path Entertainment
- iNiS
- Larian Studios
- n-Space
- Playdead
- Rebellion Developments
- Slightly Mad Studios
- The Odd Gentlemen
- Vlambeer
- WayForward Technologies
- Zoë Mode